# Afghaans tapijt

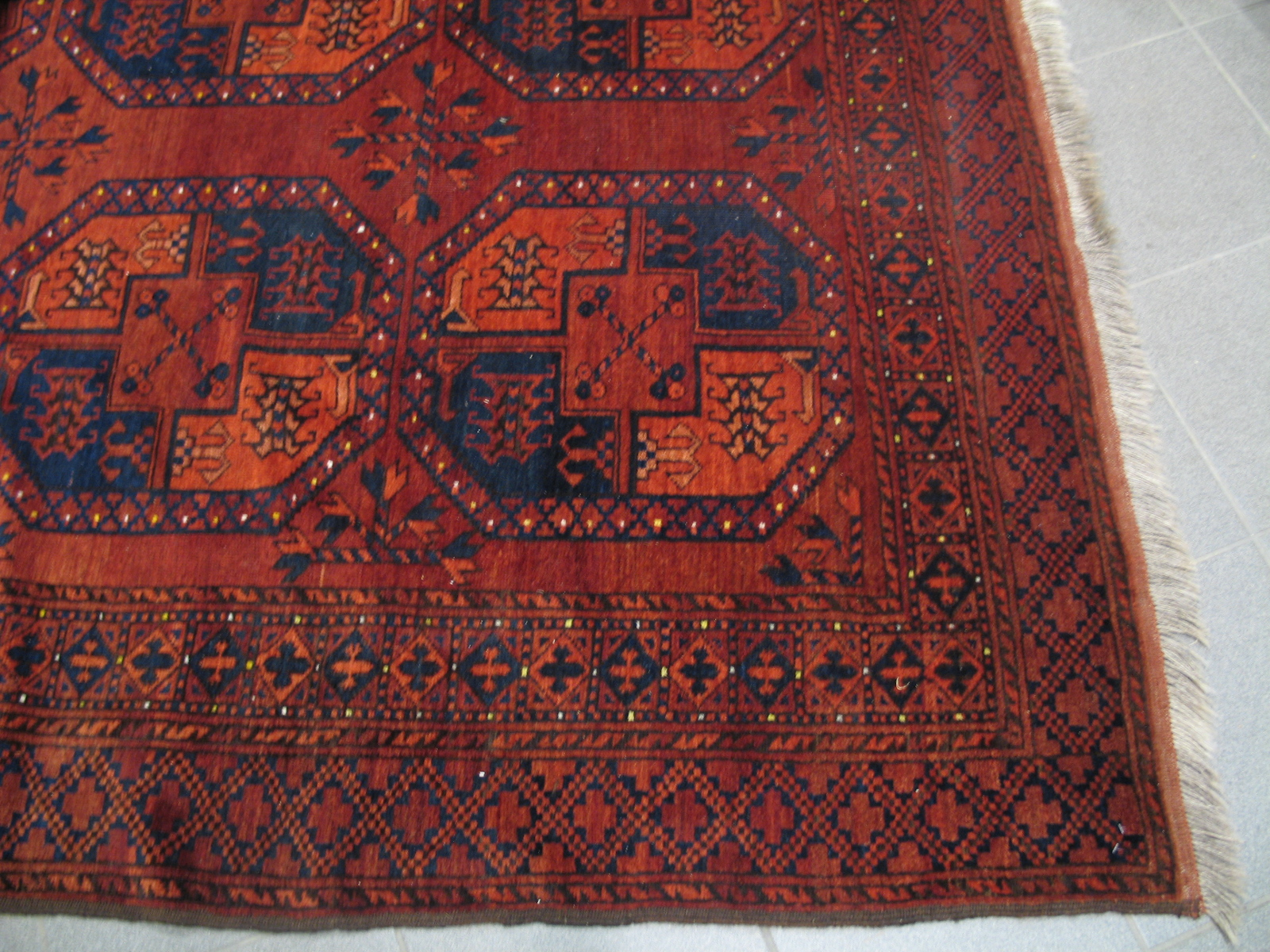
Een Afghaans tapijt

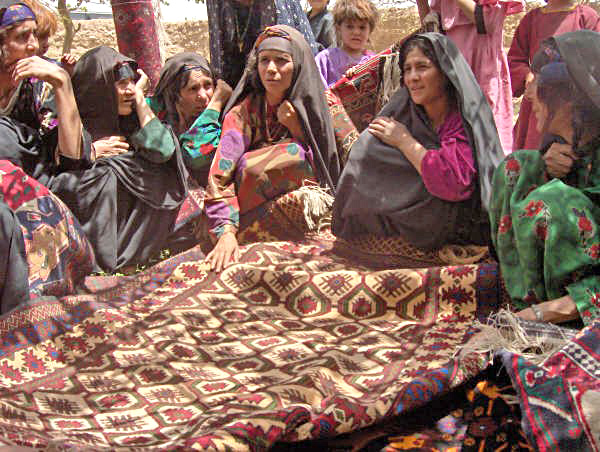
Handgemaakt tapijt in Afghanistan

Een Afghaans tapijt is een type tapijt van handgeweven textiel, wat typisch gemaakt is in Afghanistan. Veel van de Afghaanse tapijten zijn geweven door Afghaanse vluchtelingen die in Pakistan en Iran wonen. De meest exotische en opvallende Afghaanse tapijten zijn de Shindand of Adraskan (vernoemd naar lokale dorpen in Afghanistan), deze tapijten worden geweven in de West-Afghaanse provincie Herat.
Naast de Afghaanse tapijten worden in Afghanistan ook Beloetsji tapijten gemaakt, door de Beloetsjen in het zuiden en westen van Afghanistan. Dit type tapijten zijn voornamelijk  gebedstapijten. Het merendeel van de geweven tapijten in Afghanistan zijn geweven door de Ersari, een Turkmeense stam.
Verschillende plantaardige en andere natuurlijke kleurstoffen worden gebruikt om rijke kleuren te produceren. De tapijten zijn meestal van gemiddelde grootte.